# 森山優
森山 優（もりやま あつし、1962年2月 - ）は、日本の歴史学者（日本近現代史）。学位は博士（文学）（九州大学・1996年）。静岡県立大学国際関係学部教授・大学院国際関係学研究科教授。神奈川大学日本常民文化研究所非文字資料研究センター客員研究員。
静岡県立大学国際関係学部講師、静岡県立大学国際関係学部准教授などを歴任した。

## 概要
福岡県福岡市出身の歴史学者である。日本近現代史、日本外交史、インテリジェンス研究などを専攻している。「世界情勢ノ推移ニ伴フ時局処理要綱」（1940年7月）を皮切りとして、太平洋戦争開戦に至るまで多数作成された「国策」文書の策定過程、実務者による解釈の検討を行ない、日米開戦に至る国内政策集団の相互作用を解明した。近年は日米交渉と情報活動についての研究を進めている。

## 来歴

### 生い立ち
西南学院大学に進学し、文学部の国際文化学科にて学んだ。1984年3月、西南学院大学を卒業した。その後は九州大学の大学院に進学し、文学研究科にて学んだ。1987年3月、九州大学の大学院における修士課程を修了した。また、1996年3月には、九州大学の大学院における博士課程を修了した。それに伴い、博士（文学）の学位を取得した。

### 研究者として
研究者としては、当初は日本学術振興会の特別研究員となった。また、西南学院大学、福岡大学、九州産業大学においては、それぞれ講師を非常勤で務めていた。1997年8月、静岡県立大学に採用され、国際関係学部の講師を常勤で務めることになった。2009年10月、静岡県立大学の国際関係学部にて准教授に昇任した。なお、静岡県立大学の大学院においては、国際関係学研究科の准教授も兼務することとなった。2017年4月、静岡県立大学の国際関係学部にて教授に昇任した。国際関係学部においては、主として国際関係学科の国際政治経済コースの講義を担当した。なお、静岡県立大学の大学院においては、国際関係学研究科の教授も兼務することとなった。国際関係学研究科においては、主として国際関係学専攻の講義を担当した。

## 略歴
- 1962年 - 福岡県福岡市にて誕生。
- 1980年 - 福岡市立福岡西陵高等学校卒業。
- 1984年 - 西南学院大学文学部卒業。
- 1987年 - 九州大学大学院文学研究科修士課程修了。
- 1996年 - 九州大学大学院文学研究科博士課程修了。
- 1997年 - 静岡県立大学国際関係学部講師。
- 2009年 - 静岡県立大学国際関係学部准教授。
- 2017年 - 静岡県立大学国際関係学部教授。

## 著作

### 単著
- 『日米開戦の政治過程』吉川弘文館、1998年　オンデマンド版　2022年　ISBN　9784642736763
- 『日本はなぜ開戦に踏み切ったか ―「両論併記」と「非決定」―』新潮社 <新潮選書>、2012年
- 『日米開戦と情報戦』 講談社 <講談社現代新書>、2016年

### 共著
- 海軍歴史保存会編『日本海軍史(2)通史第3編』第一法規出版、1995年
- 太宰府市史編集委員会編『太宰府市史 通史編3』太宰府市、2004年

### 論文
- 「『非決定』の構図――第2次、第3次近衛内閣の対外政策を中心に」『軍事史学』27巻2・3号（1991年）
- 「『好機南方武力行使』と『国策』――『対南方施策要綱』と陸海軍」『日本歴史』531号（1992年）
- 「第3次近衛内閣と『帝国国策遂行要領』――『国策』策定の政治過程の検討」『史学雑誌』101巻9号（1992年）
- 「第3次近衛内閣の崩壊――『帝国国策遂行要領』をめぐる政治過程」『史学雑誌』104巻10号（1995年）
- 「東条内閣と『国策再検討』――開戦決定と東郷外相」『国際政治』113号（1996年）
- 「戦前期における日本の暗号解読能力に関する基礎研究」『国際関係・比較文化研究』3巻1号（2004年）
- 「敗戦直後の藤枝町における食糧配給とその実態」『藤枝市史研究』6号（2005年）
- 「近衛新体制の形成と日米開戦」『国際問題』546号（2005年）
- 「各国の戦争展示――政治と『ミュージアム』の関連から」『国立歴史民俗博物館研究報告』132集（2006年）
- 「『南進』論と『北進』論」倉沢愛子・杉原達・成田龍一・テッサ・モーリス＝スズキ・油井大三郎・吉田裕編『岩波講座 アジア太平洋戦争(7)支配と暴力』（岩波書店、2006年）
- 「戦時期日本の暗号解読とアメリカの対応――暗号運用の観点から」『Intelligence』9号（2007年）
- 「開戦外交と東郷外相――乙案をめぐる攻防」『東アジア近代史』12号（2009年）